# Fender Precision Bass
El Precision Bass (o P-bass) es el primer bajo eléctrico comercialmente viable de la historia, diseñado por Fender en 1951. Ya Paul Tutmarc había comercializado un bajo eléctrico de cuerpo macizo, el Audiovox Model 736 Bass en 1933, y Lloyd Loar había construido para la Gibson un primer prototipo de contrabajo eléctrico en los años 20), pero ninguno de los dos instrumentos disfrutó de una popularidad comparable a la del bajo de Fender, por lo que, aún hoy, muchos aficionados creen erróneamente que el P-bass fue el primer bajo eléctrico de la historia.
Ideado a partir de una fusión de las características de una guitarra eléctrica y un contrabajo, Leo Fender tenía como objetivo ofrecer a bajistas y guitarristas un instrumento más ligero y cómodo que este último, y que al mismo tiempo proporcionase mayor volumen en el escenario ante la popularización de las guitarras eléctricas. 
El Precision Bass ofrece un sonido más agresivo, redondo y menos definido que el Fender Jazz Bass, por lo que es un instrumento especialmente apreciado por músicos de rock y estilos afines. Aunque el modelo original fue diseñado y continúa siendo producido por Fender, el término 'P-bass' se usa hoy día como estándar para hacer referencia a cualquier instrumento fabricado según su diseño básico de construcción y electrónica.

## Historia
El contrabajo tradicional es un instrumento incómodo y difícil, cuya ejecución y buena afinación durante la ejecución, solo se logran después de muchos años de experiencia. La idea de Leo Fender fue poner al alcance de contrabajistas y guitarristas, más que para los bajistas, un contrabajo de reducidas dimensiones, con trastes como los de la guitarra y que, amplificado eléctricamente, ya no necesitaba de una enorme caja de resonancia, pudiendo así ser transportado más fácilmente. Esta "guitarra-bajo" podía ser ejecutado con la técnica de la guitarra y permitía obtener notas afinadas y precisas, con un sonido claro y sin necesidad de estudios complementarios. Estas características otorgaban al instrumento nuevas posibilidades musicales, pudiendo de esta manera explorar otras funciones más allá del de mero instrumento de acompañamiento rítmico básico al que el contrabajo había quedado relegado. Había nacido así el Precision Bass Guitar que la nueva música de los años cincuenta estaba necesitando.
Para la construcción del primer prototipo, Leo Fender y George Fullerton se basaron en la guitarra Telecaster que ellos mismos habían presentado poco antes. Imaginaron que para conseguir una guitarra-bajo tan solo tendrían que modificar las dimensiones del mástil de la guitarra, y tras varios experimentos por prueba y errorestablecieron la medida que hoy consideramos estándar: 34 pulgadas. Para la construcción de estos primeros prototipos tuvieron que emplear cuerdas de contrabajo de tripa, que ellos mismos habían recortado para ajustarlas a las dimensiones reducidas del diapasón, y a las que habían envuelto con un alambre metálico para excitar la respuesta de las pastillas. Del mismo modo, emplearon clavijas de contrabajo. Puesto que el cuerpo del instrumento resultaba muy grande y pesado, Leo Fender le dio el diseño doble cutaway, para mejorar el balance del instrumento y aligerar su peso.
Los instrumentos de producción basados en este prototipo presentaban ya cuerdas de metal flatwound fabricadas por Squier, clavijas fabricadas por la firma alemana Schaller, y una única pastilla de bobinado simple con dos controles, tono y volumen. El mástil era fijado con tornillos al cuerpo del instrumento, lo que permitía su fabricación en serie, disminuyendo los costes de producción. Dando por sentado que los músicos usarían el pulgar para pulsar las cuerdas, Leo Fender había incluido un bloque de madera atornillado al cuerpo bajo las cuerdas, para facilitar esta postura. Se añadieron cubrepastillas de metal cromado que proveían aislamiento eléctrico a las pastillas, y, por último, se incluían muteadores de goma sobre las cuerdas para reducir el sustain del instrumento.
Junto al Precisión Bass original, Leo Fender presentó su amplificador Bassman, un modelo que había diseñado específicamente para reproducir las bajas frecuencias propias del instrumento y que sería adoptado más tarde de forma entusiasta por guitarristas de Jazz de todo el mundo.

## Evolución
Como hemos mencionado antes, el Precision Bass original de 1951 compartía básicamente el mismo diseño de la guitarra Telecaster, también de Fender, con la diferencia del doble corte (diseño de cuerpo con "doble cuerno"). En 1953 el cuerpo del Precisión era ya contorneado, para facilitar la comodidad del ejecutante. 
En 1957 el modelo sufrió una serie de profundas modificaciones que lo acercaban a la Stratocaster recién introducida por la marca; se rediseñaron el cuerpo y el golpeador y, sobre todo, se reemplazaron las pastillas de bobinado simple del modelo original por las actuales, de bobinado doble. Dos años más tarde, en 1959, se añadió un diapasón de palorosa al mástil de arce, reemplazando el mástil de una sola pieza que había sido empleado hasta entonces, y que, también desde entonces, pasa a ser una posibilidad opcional. Este modelo básico ya no cambiaría sustancialmente hasta nuestros días.
Mientras tanto, en 1968 se reintroduce el modelo Precision original, con algunas mejoras. Denominado en esta ocasión Telecaster Bass, permaneció en el catálogo de Fender hasta principios de los 80. 
A principios de la década de los 70 Fender ofreció el Precisión en versión fretless, pero la propuesta no tuvo muy buena acogida. No sería hasta la década de los 90 que Fender no volvería a ofrecer una versión sin trastes de su modelo Precisión. 
Posteriormente se sucedería una interminable sucesión de pequeñas revisiones y actualizaciones del modelo que, en cualquier caso, no lo alejaban demasiado del diseño de 1957. Así, desde los años 70 en adelante, el Precision ha recibido nuevas maderas, pastillas, circuitos o puentes, se han realizado versiones activas del bajo, o modelos Deluxe o Elite, con herrajes de oro, cuatro pastillas o combinaciones híbridas de pastillas Jazz/Precision, pero como hemos dicho, ninguna de estas modificaciones resultaba permanente y se volvía una y otra vez al modelo estándar.
Los años 80 vieron una serie de reediciones de modelos clásicos en la línea Precision, y se introdujeron instrumentos de fabricación Japonesa, Mexicana y Coreana a menor precio que los modelos americanos. Durante los años 90 se introdujeron los modelos Precision Plus y Deluxe Plus. El espíritu "retro" de la segunda mitad de la década devolvió el interés hacia los instrumentos "vintage", lo que impulso a Fender a reeditar las versiones clásicas de la serie.
La última actualización importante de la serie es el modelo "Precision Deluxe" que, desde finales de los 90, pretende conjugar el diseño y la estética clásicas del modelo con un sonido más moderno.

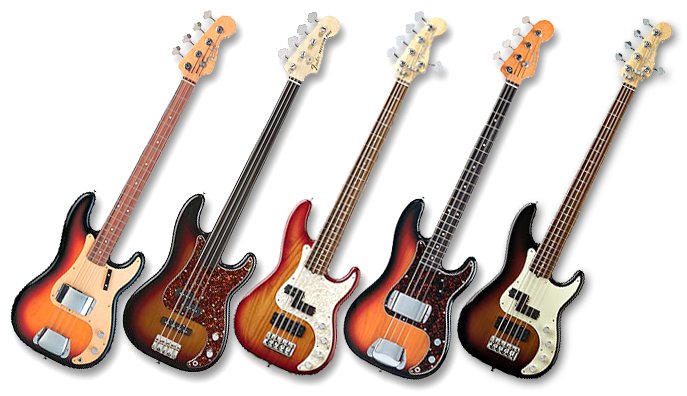
Cinco modelos de Precision.

## Valoración
Un signo de la importancia y el valor histórico de este instrumento, que ha revolucionado la historia de la música popular desde su creación en 1951 es el hecho de que durante muchos años las asociaciones americanas de músicos han empleado el término "Fender bass" o "Precision bass" como sinónimos de "Electric bass". El precision bass no fue el primer bajo de la historia, pero sí el primer bajo eléctrico verdaderamente aceptado por la comunidad de músicos. Cuando a mediados de los '50 los primeros contrabajistas de Rock and roll abandonaban sus instrumentos en favor del nuevo Precision, estaban iniciando sin saberlo una revolución en el sonido de la música popular, que se volvía más eléctrica. El Precision bass aportaba el volumen que esa nueva música requería y fue así, sin duda, uno de los protagonistas de esta revolución musical. 
Por otra parte, junto al Fender Jazz Bass, el Precision Bass es uno de los bajos más utilizados por músicos de todos los géneros y es hoy (también al lado del Jazz Bass), un modelo con el que se comparan continuamente todos los demás instrumentos.